# Marta Pavlisová-Kohoutová
Marta Pavlisová-Kohoutová (1914-1953) fue una deportista checoslovaca que compitió en piragüismo en la modalidad de aguas tranquilas. Ganó dos medallas en el Campeonato Mundial de Piragüismo en los años 1938 y 1948, y tres medallas en el Campeonato Europeo de Piragüismo entre los años 1933 y 1936.

## Palmarés internacional
| Campeonato Mundial | Campeonato Mundial     | Campeonato Mundial | Campeonato Mundial |
| Año                | Lugar                  | Medalla            | Evento             |
| ------------------ | ---------------------- | ------------------ | ------------------ |
| 1938               | Vaxholm (Suecia)       | Medalla de oro     | K2 600 m           |
| 1948               | Londres (Reino Unido)  | Medalla de plata   | K2 500 m           |
| Campeonato Europeo |                        |                    |                    |
| Año                | Lugar                  | Medalla            | Evento             |
| 1933               | Praga (Checoslovaquia) | Medalla de bronce  | K1 600 m           |
| 1934               | Copenhague (Dinamarca) | Medalla de bronce  | K1 600 m           |
| 1936               | Duisburgo ( Alemania)  | Medalla de oro     | K1 600 m           |